# ATMIS

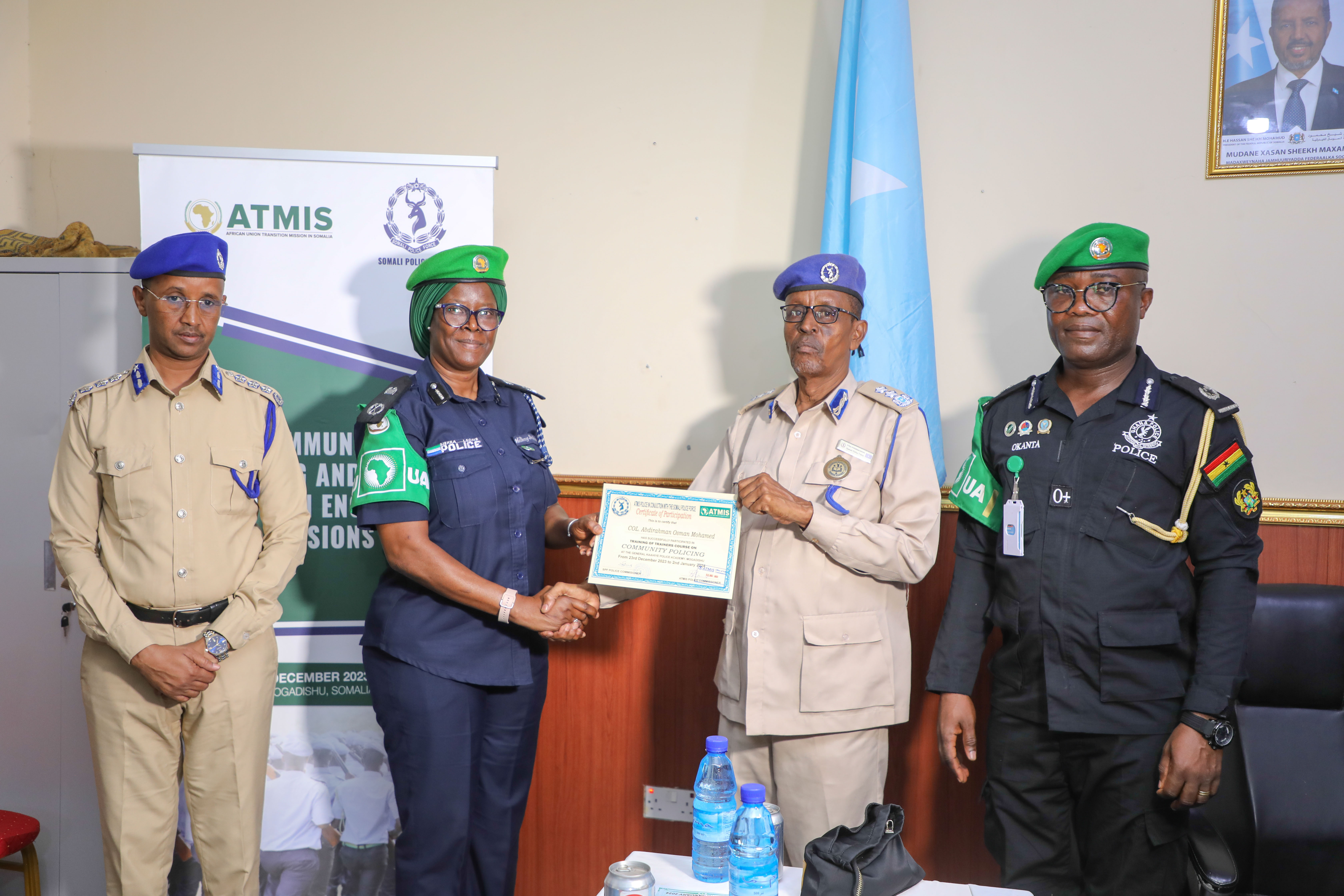
힐러리 사오 카누, ATMIS 경찰청장이 2024년 1월 2일 소말리아 경찰의 경찰관에게 훈련 수료증을 전달하고 있다.

ATMIS(영어: African Union Transition Mission in Somalia)는 과거 아프리카 연합의 소말리아 평화유지활동으로부터의 과도 및 철수 임무단이다. 2007년에 시작되어 2022년까지 운영된 이전의 AMISOM의 목표는 보안 작전을 소말리아군으로 완전히 전환하는 것이었다. 이 작전은 동아프리카의 에티오피아, 케냐, 부룬디, 지부티, 우간다 군대로 구성되었다.
ATMIS는 2025년 초에 아프리카 연합의 소말리아 지원 및 안정화 임무단 (AUSSOM)으로 전환되었다. 2024년 말 재정적 제약과 소말리아와 에티오피아 간의 긴장 고조로 인해 전환이 복잡해졌다.

## 개요
아프리카 연합 소말리아 전환 임무단은 3월 31일 AMISOM 임무가 종료된 후 2022년 4월 1일에 결성되었다. 이 임무는 아프리카 연합이 철수함에 따라 소말리아 정부의 군사 및 제도적 자율성에 중점을 둔다. 이 임무의 만료는 2024년 12월 31일로 예정되어 있으며, 소말리아 전환 계획에 따라 소말리아 보안군이 국가 보안 책임을 완전히 인계받을 것으로 예상된다. 평화유지 임무 종료를 위한 첫 병력 감축은 2022년 12월에 이루어질 예정이다. 2024년 5월, 소말리아는 유엔에 아프리카 연합과의 평화유지 작전을 중단해 줄 것을 요청했다.
2023년 3월 2일, 힐러리 사오 카누는 지역의 보안과 안정 유지, 지역 경찰 훈련 및 장비 제공을 목표로 ATMIS 경찰청장으로 임명되었다.

## 소말리아의 반응
2022년 4월 6일, 소말리아 총리 모하메드 후세인 로블은 국가 안보 문제를 다루지 않는 정부 관리들을 비판한 그의 발언이 공개된 후, 소말리아 주재 아프리카 연합 대사 프란시스코 마데이라가 "그의 신분에 맞지 않는 행위를 했다"며 48시간 이내에 떠나라고 페르소나 논 그라타를 선언했다. 로블 총리의 주요 비판자인 소말리아 대통령 마하메드 압둘라히 마하메드는 즉시 추방을 거부했다. 4월 6일 총리와의 관계를 악화시킨 논란 이후, 2022년 4월 16일 프란시스코 마데이라를 대신할 새로운 아프리카 연합 대사를 소말리아에 보낼 계획이 시작되었다.

## 주요 사건 및 사상자
- 2022년 5월 3일 – 알샤바브 지하디스트들이 총과 폭발물로 무장하고 샤벨라하데헤주 엘 바라프에 위치한 ATMIS 기지를 습격하여,[14] 부룬디 고위 군 관계자에 따르면 치열한 총격전으로 30명의 병사가 사망하고 22명의 부룬디 평화유지군이 부상당했다. 12명의 병사도 실종되었다. 이는 3월 31일 AMISOM을 인계받은 이후 ATMIS에 대한 첫 공격이었다.[4][15]
- 2023년 5월 26일 – 중무장한 알샤바브 무장단체가 샤벨라하호세주 불루 마레르에 위치한 ATMIS 군사 캠프를 습격하여 자살 폭탄범들이 캠프 주변에서 여러 차례 차량 폭발을 일으킨 후 캠프를 장악했다.[16] 이 공격으로 54명의 병사가 사망했으며[17] (UPDF 소식통에 따르면, 알샤바브는 137명 주장), 최소 2명의 병사가 생포되었고, 무장단체가 일시적으로 마을을 장악했다. 이 공격은 2007년 소말리아에 배치된 우간다 인민방위군에 대한 가장 치명적인 공격이었으며, 2022년 4월 AMISOM을 계승한 ATMIS 부대에 대한 가장 치명적인 공격이기도 했다.[18]

## 논란
2024년 7월 20일, ATMIS는 2024년 7월 17일 샤벨라하호세주 불루 마레르 마을에서 발생한 민간인 총격 사건에 대한 조사를 시작했다. 이 사건으로 민간인 2명이 사망하고 1명이 부상당했으며, 대중의 분노를 사 ATMIS는 투명성, 책임성, 민간인 보호를 촉구했다.

## 같이 보기
- 아프리카 연합
- 아프리카 연합 주도 지역 태스크 포스
- 다국적 합동 태스크 포스
- 군사 개입 여단
- 정부 간 개발 기구 (IGAD)
- 이슬람 법정 연합
- 소말리아 과도연합정부
- 소말리아 내전 (외교적 및 인도주의적 노력)